# 郭侃
郭侃（1217年—1277年），字仲和，蒙古西征將領，曾隨旭烈兀帶兵攻打至西亞。後出任元朝官員。元憲宗二年（1252年）跟隨旭烈兀遠征西亞，在西亞屢破伊斯蘭軍隊百二十餘城、破十字軍百八十餘城，討伐了諸多國家其足跡越過喀什米爾，為其征服之地的人們所畏懼，乃至對手驚呼「東天將軍，神人也」。

## 生平
郭侃乃唐朝將領郭子仪的后人，祖父為郭寶玉，父親為郭德海，郭侃是其次子。其父祖原本都是金国的猛安，后投降于蒙古。:254-256郭侃幼年时被蒙古将领木华黎部下史天泽所收养。弱冠为百户，鸷勇有谋略。元太宗四年（1232年），从军伐金，任百户长。元昭慈皇后四年（1245年），升任千户长。
元憲宗二年（1252年），郭侃前往首都哈拉和林，受封“抄马那颜”，即炮兵主官。元憲宗三年（1253年），他随旭烈兀征西，其足迹越过喀什米尔。元憲宗六年（1256年），渡過阿姆河。侵入波斯領土的第一個關口為阿剌模忒堡，此地乃是在一百六十年間威猛席捲全西亞的回教伊斯瑪儀派阿薩辛派（暗殺教團）的根據地。死鬥之末，郭侃攻陷落了阿剌模忒堡，殲滅了暗殺教團。而也以此事為開端，當其轉往東南準備征服喀什米爾時，竟然不戰而勝，被稱為不費一兵一卒即可陷城的常勝將軍。依據《元史》的記載，他是個有時利用騎兵的機動力展開奇襲，有時則布下伏兵，除了是位縱橫無盡的兵略家外，在攻城戰方面也相當拿手。直到巴格達的攻防戰為止，他總共攻陷落了一百二十八座城池。
元憲宗八年（1258年），他攻陷巴格达并俘虏哈里发穆斯台绥木，結束了近五世紀的伊斯兰教教主政權，为其征服之地的人们所畏惧，而称为神人。在攻陷了巴格達後，旭烈兀並沒有停止西進。令郭侃率軍進入敘利亞境內，準備討伐富浪。所謂的富浪（法蘭克人)，指的是當時佔據敘利亞和巴勒斯坦一帶的歐洲人基督教徒之騎士團或是小國家群（如耶路撒冷王國等），這時的西方世界正是處於十字軍東征的時代，而十字軍的主力為法國騎士，故回教世界稱其為法蘭克人，富浪之名即為其音轉。 郭侃一共攻陷了一百二十座左右的富浪城池，在地中海岸策馬，然後北上侵入了小亞細亞半島。當時，富浪的首長兀都算灘、加葉算灘、阿必定算灘等人相繼降伏。郭侃一生攻下了約七百座城，其中有中國式的城、伊斯蘭式的城和西歐式的城（敘利亞的十字軍小國），郭侃行軍有紀律，常於野外露宿，暴風雨時也不入民舍，軍隊所至皆興課農，吏民畏服。
中统元年（1260年），脱离旭烈兀并觐见忽必烈。中统二年（1261年）任江淮大都督。至元七年（1270年）升万户长并攻破襄阳。

### 存疑
元之兵制，汉人无将蒙古兵者。旭烈兀西征，郭侃之功在怯的不花诸将之上，其事或有夸大之处。

## 子女
- 郭秉仁—郭侃長子
- 郭秉義—郭侃次子

## 延伸阅读
[在维基数据编辑]
 《新元史/卷146》，出自柯劭忞《新元史》
 《元史/卷149》，出自宋濂《元史》